# Synallaxe de Masafuera
Aphrastura masafuerae
Espèce
Statut de conservation UICN

 CR B1ab(iii) : 
En danger critique
Le synallaxe de Masafuera (Aphrastura masafuerae) est une espèce de passereaux appartenant à la famille des Furnariidae. C'est un oiseau rare endémique à l'île Alejandro Selkirk dans l'archipel Juan Fernández au Chili. C'est une des deux espèces du genre Aphrastura. Son habitat naturel est les zones de broussailles humides de montagne, dominées par des fougères arborescentes et des fougères de type Lophosoria quadripinnata entre 800 et 1 300 m d'altitude (bien qu'ils descendent plus bas durant l'hiver austral).
Ils se déplacent en couple pour se nourrir d'arthropodes. Ils se nourrissent dans les sous-bois et occasionnellement sur le sol. La nidification a lieu à haute altitude (au-dessus de 1 200 m), dans les petites crevasses des roches naturelles.

## Population et conservation
C'est une espèce en danger critique. Dans les années 1980, on trouvait entre 500 et 1000 oiseaux, mais en 1992, ce nombre avait chuté à 200 et en 2002 à seulement 140. L'espèce est menacée par des espèces introduites, en particulier des chèvres qui dégradent l'habitat, mais aussi probablement les rats et les chats sauvages.